# Федосеев, Евстрат
Евстра́т Федосе́ев (1692—1768) — наставник старообрядческого Федосеевского согласия, сын основателя этого согласия, Феодосия Васильева.

## Биография
Родился в 1692 году в Крестецком Яму (ныне Крестцы), Новгородской губернии, где его отец был дьячком. По переходе отца в раскол Федосеев-сын был также перекрещен каким-то благочестивым раскольником. Н. В. Туберозов предполагает, что имя Евстрат младший Федосеев получил при этом вторичном крещении. Однако следует учесть, что имя его деда было Василий Евстратович, то есть его прадед был его тезка. 
Евстрат Федосеев жил при отце в Яму, затем по соседству с Ямом, с 1699 года в Польше и, девять лет спустя, в Вязовской волости Великолуцкого уезда. 
В 1711 году, при посещении Новгорода, Евстрат Федосеев был, по приказанию новгородского митрополита Иова, арестован и заключён в кандалах под стражу при архиерейском приказе, оттуда освобождён «по шести седмицах» после смерти отца († 18 июля 1711), благодаря заступничеству петербургского военного губернатора Корсакова. 
По возвращении к общине федосеевцев, проживавших в Вязовской волости, Федосеев по преемству от отца стал их наставником и перешел с ними на жительство на Ряпину мызу в Юрьевском уезде (ныне в уезде Пылвамаа, Эстония). Здесь он сделал какие-то «поправки старопечатных книг», вызвавшие в общине внутренний раздор, продолжавшийся до 1731 года. В 1719 году, пред самым разгромом Ряпиной мызы правительственными войсками, Федосеев бежал с частью последователей в Польшу и основал там обитель. Живя в Польше, он часто бывал в разных местах России, принимая деятельное участие во всех важнейших событиях жизни федосеевцев. В качестве учителя Федосеев был верным последователем учения своего отца. Как руководитель федосеевцев считался «столпом» своей церкви и имел большой авторитет у современников-старообрядцев. 
Евстрат Федосеев скончался, по Павлу Любопытному, в 1768 году в Польше.